# Teatro San Salvatore
Il Teatro San Salvatore è un teatro di Bologna, risalente al 1520.
Ha il soffitto a cassettoni di legno, con vivaci intagli rossi e blu, il palcoscenico incorniciato da decori con nastri e simboli musicali e chiuso da un pesante sipario di tipica stoffa rossa bolognese; alle pareti tracce di affreschi cinquecenteschi del Bagnacavallo.
Il teatro è situato all'interno dell'imponente complesso conventuale di San Salvatore che occupa un intero quartiere di Bologna e comprende cinque chiostri. Si accede al teatro passando per uno di questi chiostri, all'ombra di una magnolia secolare.

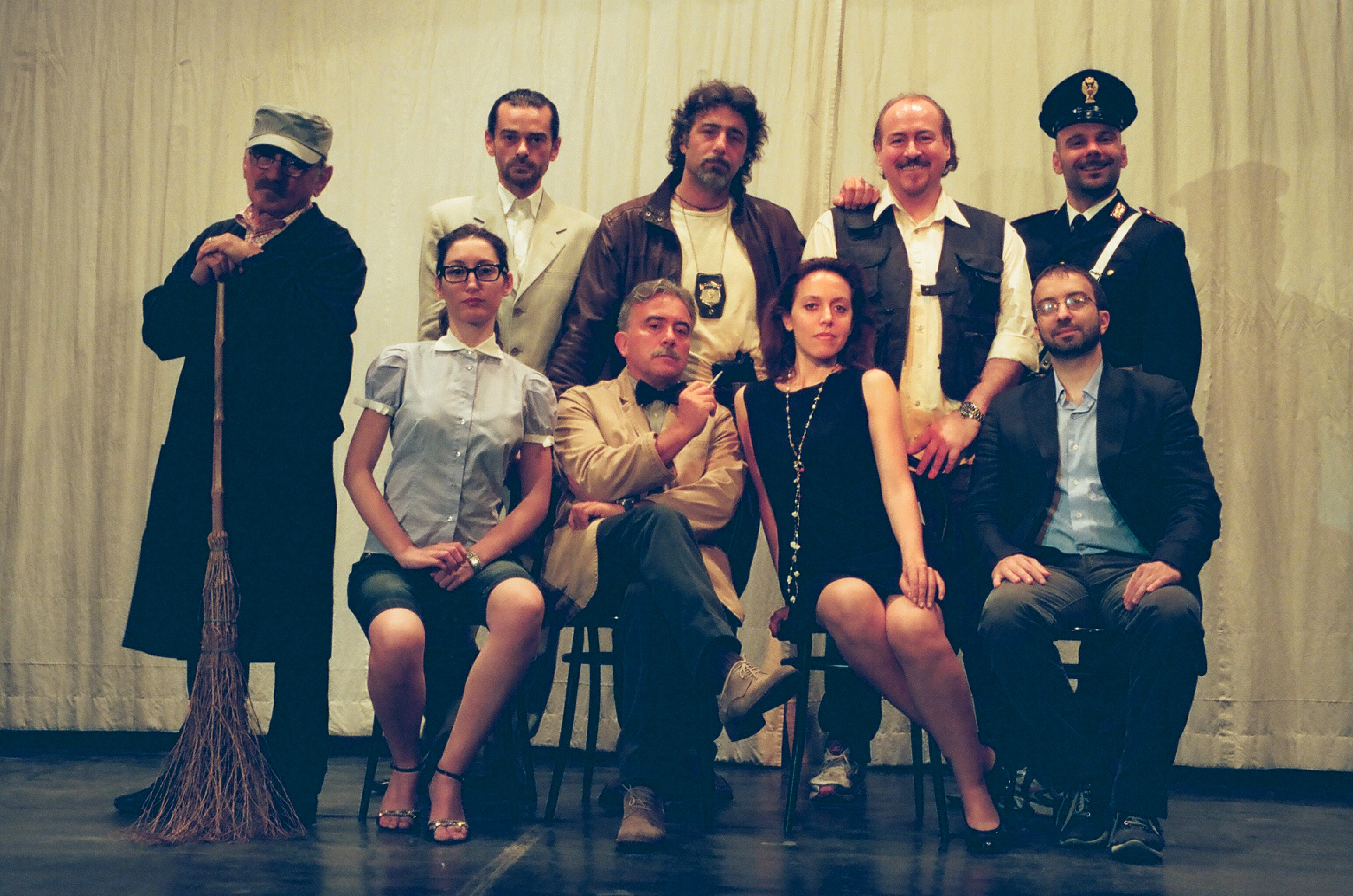
La Compagnia Teatrale Chiostro

 La Compagnia ha prodotto spettacoli in lingua che spaziano su vari generi: dal teatro classico al genere giallo, drammi e commedie. Il palinsesto comprendeva anche l'ospitalità di attori professionisti e gruppi teatrali emergenti.
Il Teatro San Salvatore è stato diretto dal regista e attore Eugenio Maria Bortolini dal 1998 al 2020, anno nel quale il teatro ha chiuso e cessato la sua attività.  

## Storia
Fu nell'anno 1340 circa che i canonici renani dalla chiesa di S. Maria di Reno (oggi Casalecchio) per la peste e per le guerre, ridotti a pochi, si trasferirono alla loro dipendenza in Bologna, detta di S. Salvatore.
Il complesso conventuale di S. Salvatore, che vari autori dicono già appartenente a monaci greci, era diventata dipendenza dei Renani almeno dal 1149; fu demolita nel 1474 allorché i canonici renani decisero di costruire un tempio più ampio in seguito all'accrescersi dei canonici per la riforma avvenuta all'inizio del secolo (i canonici renani ridotti al solo priore D. Francesco Ghisleri, ottennero l'unione con i canonici regolari ambrosiani di Gubbio). Iniziatesi le trattative nel 1408, con bolla pontificia di papa Martino V, nel 1419, nacque la congregazione dei canonici regolari di S.Salvatore di Bologna.
La chiesa del secolo XV fu costruita al posto dell'antica. I canonici conclusero un accordo con i signori Bolognetti che cedettero tutte le loro case adiacenti alla chiesa e che furono demolite per ottenere lo spazio necessario all'ampliamento della nuova chiesa.
Questa fu consacrata il 12 marzo 1478 e, già allora, era considerata una delle più ampie di Bologna. A lato della chiesa fu costruito un enorme monastero alla metà del secolo XV.
Nel 1606 i canonici renani misero mano alla costruzione della nuova grandiosa chiesa, ritenendo misera in confronto alla grande canonica. La vecchia chiesa venne demolita, tranne il piccolo campanile che rimane oggi inoperoso e nascosta dalla immensa fabbrica della nuova chiesa che fu costruita al posto della prima. L'architetto bolognese Tommaso Martelli prese l'impegno della fabbrica; il contratto con lui venne però abbandonato per il progetto del barnabita Magenta.
La grandiosa costruzione venne terminata nel 1623. Il Bavosi, priore nel 1625, attese alle opere di arricchimento della chiesa con la stessa grandiosità di celebri tele dei pennelli più famosi dell'epoca.
Dal 1870, in seguito alla soppressione napoleoniche, i canonici perdettero l'enorme complesso, relegati in una piccola parte di esso.
Oggi i chiostri sono occupati da caserme e dal Dipartimento di Polizia Scientifica di Bologna; passando proprio per uno di questi bellissimi chiostri nascosti, si accede al Teatro San Salvatore.

## La programmazione
Fino al 2020, il teatro ha prodotto e promosso un cartellone che comprendeva commedie, drammi, musica, poesia, teatro classico e d'avanguardia, con un Palinsesto che contemplava grandi nomi, ma anche giovani talenti e nuove compagnie. 